# Love Remains the Same
Love Remains the Same is een nummer van de Britse zanger Gavin Rossdale (bekend van de band Bush) uit 2008. Het is de eerste single van zijn debuutalbum Wanderlust.
Het nummer werd enkel in Noord-Amerika en het Duitse taalgebied een klein hitje, terwijl het nummer in Rossdale's thuisland het Verenigd Koninkrijk flopte. In Nederland haalde "Love Remains the Same" de 11e positie in de Tipparade.